# Meinhard Erlacher
Meinhard Erlacher (* 15. Juli 1982 in Bruneck) ist ein ehemaliger italienischer Snowboarder. Er startet in den Disziplinen Parallel-Riesenslalom und Parallelslalom.
Meinhard Erlacher war ab 2000 noch als Junior bei internationalen FIS-Rennen am Start. Er absolvierte daneben zahlreiche  Rennen im Europacup und nahm an Juniorenweltmeisterschaften teil. Im April 2002 in Rovaniemi gelang ihm dabei Platz drei im Parallel-Riesenslalom. Am 17. Januar 2001 debütierte er beim Parallel-Riesenslalom in Kronplatz im Snowboard-Weltcup und war als 40. unter 108 Startern auch gleich in den Punkterängen. Trotz dieses Erfolges dauerte es bis zur Saison 2003/2004, bis er sich als Weltcupstarter etablieren konnte. Seither tritt er regelmäßig in den Alpin-Disziplinen des Weltcups an.
In der Saison 2004/2005 gelang ihm sein erster Podestplatz beim Parallelslalom im koreanischen Sungwoo Resort. Weitere vier Top-Ten-Resultate brachten ihn in der Gesamtwertung des Parallel-Weltcups auf Platz vierzehn, seine bis heute (2008) beste Platzierung. In den nächsten Saisons erzielte er durchgehend gute Leistungen, oft mit Plätzen unter den besten zwanzig, ein weiterer Podestplatz oder gar ein Sieg blieb ihm aber lange Zeit versagt. Erst beim Parallel-Riesenslalom im österreichischen Kreischberg schaffte er beim vierten Wettbewerb der Saison 2009 als Dritter überraschend wieder den Sprung aufs Podium, nur geschlagen von Siegfried Grabner und Simon Schoch.
Erlacher qualifizierte sich 2006 für die Olympischen Winterspiele in Turin und trat dort im Parallel-Riesenslalom an. In diesem Wettbewerb belegte er den 22. Platz. Erfolgreicher war er bei Weltmeisterschaften. Nachdem er 2003 im Riesenslalom noch ausgefallen war, gelang ihm bei der Weltmeisterschaft 2005 in dieser Disziplin ein achter Platz. Im Parallelslalom fuhr er auf Rang 28. Im Slalom musste er 2007 wieder einen Ausfall verzeichnen, konnte aber den Parallel-Riesenslalom als 26. beenden.
Erlacher ist ledig und wohnt in St. Vigil. Er absolvierte eine Ausbildung als Elektroniker, arbeitet aber als Snowboardlehrer. Nach der Saison 2013/14 beendete er seine Karriere.